# جکی کاکس
جکی کاکس با نام اصلی داریوش رز (زادهٔ ۱۰ آوریل ۱۹۸۵) زن‌پوش کانادایی ساکن نیویورک است که در فصل دوازدهم مسابقه لباس مبدل راپال شرکت کرد و پنجم شد.

## اوایل زندگی
رز در هالیفاکس، نوا اسکوشیا به عنوان فرزند پدری کانادایی و مادری ایرانی متولد شد. وی تحصیلاتش را در رشته تئاتر در دانشکده تئاتر، فیلم و تلویزیون دانشگاه کالیفرنیا، لس آنجلس به اتمام رساند و پس از دریافت لیسانسش در رشته هنر برای کار در صحنه به نیویورک نقل مکان کرد.

## حرفه
در سال ۲۰۰۲، رز به دبیرستان یونیورسیتی در ایرواین منتقل شد و در آنجا در نمایش‌های «تاریکی ماه»، «بینوایان» و نمایش موزیکال «پسر خفاشی» بازی کرد. در سال ۲۰۰۳، او به عنوان یک دانش‌آموز آشکارا همجنسگرا، عنوان «پادشاه جشن فارغ‌التحصیلی» را از آن خود کرد. در سال ۲۰۰۹، رز با زن‌پوشی آشنا شد. او نقش اصلی نمایش «هدویگ و اینچ خشمگین» را در تئاتر «اوت» در تئاتر امپایر، در سانتا آنا، کالیفرنیا، بازی کرد که اولین تجربه او در عرصه زن‌پوشی بود. اولین اجرای او در نقش جکی کاکس در مسابقه‌ای با عنوان «پس فکر می‌کنی می‌توانی زن‌پوش باشی» در نیو وورد استیج در نیویورک بود. نام مستعار او از لقبی گرفته شده بود که او و یکی از دوستانش در دبیرستان به دختری که از او خوششان نمی‌آمد اما می‌خواستند بتوانند در ملاء عام درباره او صحبت کنند، داده بودند. از آنجایی که حروف اول نام دختر «J.C» بود، آنها «جکی کاکس» را به عنوان اسم رمز انتخاب کردند.
جکی در ۲۳ ژانویه ۲۰۲۰ به عنوان یکی از شرکت‌کنندگان فصل ۱۲ مسابقه لباس مبدل راپال معرفی شد. او دومین شرکت‌کننده کانادایی در نسخه آمریکایی این برنامه و مسن‌ترین اجراکننده در فصل دوازدهم است. جکی اولین شرکت‌کننده در تاریخ مسابقه بود که در قسمت نهم این برنامه که با تم میهن‌پرستانه «ستاره‌ها و راه‌راه‌ها» برگزار شد، لباسی با الهام از مسلمانان پوشید. او یک کفتان راه‌راه قرمز با حجابی آبی رنگ که ۵۰ ستاره نقره‌ای دور آن نقش بسته بود، به تن داشت. داور مهمان، جف گلدبلوم، متعاقباً به دلیل اظهاراتش در مورد پوشش حجاب جکی، مورد انتقاد شدید قرار گرفت. او این سوال را مطرح کرد: «آیا چیزی در این دین وجود دارد که ضد همجنس‌گرایی و ضد زن باشد؟ آیا این موضوع را پیچیده‌تر می‌کند؟» و به همین دلیل مورد انتقاد گسترده قرار گرفت. در همان قسمت، اگرچه جکی به خاطر انتخاب‌هایش مورد تحسین قرار گرفت، اما برای اولین بار در این فصل در بین دو نفر آخر قرار گرفت و مجبور شد در مقابل رقیبش، ویدو وان‌دو، آهنگ "آتش‌بازی" کیتی پری را لب‌خوانی کند. جکی موفق شد و وان‌دو حذف شد.

## زندگی شخصی
کاکس همجنسگرا و کوئیر است.

## فیلم‌شناسی

### تلویزیون
| سال  | عنوان                                   | نقش  | توضیحات                | منبع   |
| ---- | --------------------------------------- | ---- | ---------------------- | ------ |
| ۲۰۱۷ | Watch What Happens Live with Andy Cohen | خودش | مهمان                  | [ ۱۴ ] |
| ۲۰۱۸ | شما چه می‌کردید؟ (ای‌بی‌سی)                | خودش | بازیگر                 | [ ۱۵ ] |
| ۲۰۲۰ | RuPaul's Drag Race (season 12)          | خودش | شرکت‌کننده (نفر چهارم)  |        |
| ۲۰۲۰ | RuPaul's Drag Race: Untucked            | خودش | شرکت‌کننده              |        |
| ۲۰۲۱ | Days of Our Lives: Beyond Salem         | خودش | مجموعه تولیزیونی کوتاه |        |
| ۲۰۲۲ | روزهای زندگی ما                         | خودش | مهمان                  |        |

### مجموعه اینترنتی
| سال  | عنوان                               | نقش  | توضیحات       | منبع   |
| ---- | ----------------------------------- | ---- | ------------- | ------ |
| ۲۰۲۰ | Review with a Jew                   | خودش | مهمان         | [ ۱۶ ] |
| ۲۰۲۰ | Whatcha Packin'                     | خودش | مهمان         | [ ۱۷ ] |
| ۲۰۲۰ | RuPaul's Drag Race: Makeup Tutorial | خودش | مهمان         | [ ۱۸ ] |
| ۲۰۲۰ | Da Fuq                              | خودش | مهمان         | [ ۱۹ ] |
| ۲۰۲۰ | The X-Change Rate                   | خودش | مهمان         | [ ۲۰ ] |
| ۲۰۲۰ | Bring Back My Ghouls                | خودش | مهمان         | [ ۲۱ ] |
| ۲۰۲۱ | Out of the Closet                   | خودش | مهمان         | [ ۲۲ ] |
| ۲۰۲۲ | Bring Back My Girls                 | خودش | مهمان         | [ ۲۳ ] |
| ۲۰۲۳ | Unpacked with Jan Sport             | خودش | مهمان؛ پادکست | [ ۲۴ ] |
| ۲۰۲۳ | That Sounds Right                   | خودش | مهمان؛ پادکست | [ ۲۵ ] |
| ۲۰۲۳ | Star Trek Day 2023                  | خودش | مصاحبه‌کننده   | [ ۲۶ ] |

### نماهنگ‌ها
| سال  | عنوان           | هنرمند        | منبع   |
| ---- | --------------- | ------------- | ------ |
| ۲۰۲۲ | "GAGA"          | Grace Gaustad | [ ۲۷ ] |
| ۲۰۲۳ | "Say Your Name" | میلا جم       | [ ۲۸ ] |

## ترانه‌شناسی

### تک‌آهنگ‌ها
| سال  | ترانه       | منبع   |
| ---- | ----------- | ------ |
| ۲۰۲۰ | "You Wish!" | [ ۲۹ ] |

### سایر تک‌آهنگ‌ها
| عنوان | سال  | آلبوم             |
| --- | ---- | ----------------- |
| "I'm That Bitch" (همراه با کادر فصل دوازدهم RuPaul's Drag Race)                                                         | ۲۰۲۰ | تک‌آهنگ بدون آلبوم |
| "Madonna: The Unauthorized Rusical" (همراه با کادر فصل دوازدهم RuPaul's Drag Race)                                      | ۲۰۲۰ | تک‌آهنگ بدون آلبوم |
| "I Made It / Mirror Song/ Losing Is New Winning" (Las Vegas Live Medley) (همراه با کادر فصل دوازدهم RuPaul's Drag Race) | ۲۰۲۰ | تک‌آهنگ بدون آلبوم |
| "The Shady Bunch" (همراه با کادر فصل دوازدهم RuPaul's Drag Race)                                                        | ۲۰۲۰ | تک‌آهنگ بدون آلبوم |